# Tête de la reine-pharaon Hatchepsout
La tête de la reine-pharaon Hatchepsout coiffée de la couronne de Haute-Égypte est une sculpture égyptienne conservée dans les collections muséales de la ville de Toulouse. Elle représente la reine-pharaon égyptienne Hatchepsout, cinquième souveraine de la XVIIIe dynastie, portant la double couronne pschent.
La sculpture est probablement issue de la collection de Charles Dugua et de sa participation à l'expédition d'Egypte.